# バスカッシュ!
『バスカッシュ!』（BASQUASH!）は、サテライト制作のアニメ。テレビシリーズアニメとして2009年4月から2009年10月まで毎日放送（MBS）ほかで放送された。

## 概要
大型ロボットに搭乗して行う、バスケットボールを基にした架空のモータースポーツと、それを取り巻く環境やドラマ、陰で進行する出来事といった事柄を描いたロボットアニメ。
元々は日仏合作アニメ『オーバン・スターレーサーズ』を手がけたフランス人クリエイター、ロマン・トマがサテライトにオリジナル企画を持ち込み、河森正治がその世界観を気に入った、というところから企画が始まる。ロマンの原案は「ちょっとファンタジーな世界で、普通のバスケットをやっている」ものだったが、河森が「ロボットに乗ってバスケをする」というアイデアを加えた。さらに河森は従来のスポーツ・ロボットアニメが根付いていない理由を、「コートの中でスポーツしているから」と分析し、舞台を街中に設定し、ストリートバスケとスカッシュを組み合わせた。ロマンは主役メカの「ビッグフット」をデザインしたほか、フランスから呼び寄せたクリエイターらと共に美術全般を担当した。フランスデザインチームは以後のサテライト作品でも重要な仕事を果たすことになる。
本作では作品のコンセプトとして「ジグザグにパスされるストーリー」を掲げており、どこへ向かうのか予測不能な展開や、ジャンル分け不可能な内容、行き詰った若者が直線ばかりではなく、ジャンプしたりジグザグに進んだりすることで道を見つけ出すような立体的なドラマといった作品性が志向されている。放送中のテコ入れにより監督が板垣伸から佐藤英一へ交代するという出来事があったものの、そうした路線は新体制でも踏襲された。
また「シューズデザイン協力」として、スポーツ用品メーカーであるナイキとのコラボレーションを行っており、劇中に登場する競技用ロボットが履いている脚部のパーツの意匠や、登場人物が履いているシューズのデザインには、ナイキの市販商品の意匠が使用されている。登場人物の衣装もアパレルブランドとコラボレートしており、ナイキ、時知らず、katieのアイテムからスタイリストの三田真一がセレクトしている。

## あらすじ
舞台は惑星・アースダッシュ。バスケットボールによって世界が創造されたという創造神話が信じられているこの世界では、「ビッグフット」なる大型の人型マシンが活躍し、競技用のビッグフットを駆ってバスケを行う「ビッグフットバスケ（BFB）」なるスポーツが熱烈な人気を集めていた。
アースダッシュにある都市ローリングタウンに住む少年のダンは、溺愛する妹からバスケ選手としての将来を奪った事故をきっかけに、ビッグフットが行う鈍重で退屈なバスケに対して鬱屈した想いを抱えていた。ダンは幼馴染から新型のビッグフットを借り受けたことをきっかけに、ビッグフットバスケをぶち壊しにするため公式試合に文字通りの殴り込みをかけ、ボールを武器に破壊行為の限りを尽くす。しかしこの試合はダンの意図に反して伝説となり、後に「バスカッシュ」と呼ばれることになる、従来のビッグフットバスケとは異なるスポーツを生み出していく。生きる伝説として周囲からも注目される存在となったダンは、スポーツで大成することによって医学の進んだ月面都市・ムーニーズへ行き、そこで妹の足を治療するという目標を得て、新たに得た仲間やライバルと共にバスカッシュのプレイヤーとして活躍していく。

### 構成
本作の構成は大きく分けて全4部構成となっており、以下のように分けられている。
- 第1部「ローリングタウン篇」（第1 - 7話）
- 第2部「ロード！ロード！篇」（第8 - 15話）
- 第3部「アンダーグラウンド篇」（第16 - 19話）
- 第4部「伝説リーグ篇」（第20話 - 第26話）

## 登場人物

### チームバスカッシュ
バスカッシュというスポーツの発端となった主人公、ダンを中心に集まったチーム。ジェームスと対立した後にローリングタウンを追い出されて旅立つ。バスカッシュという名称自体の命名はダンによるが（詳細は#用語を参照）、チーム名としてバスカッシュを冠したのはアラン（フローラ）の命名による。このチーム名が決まる前は「リビングレジェンズ」というチーム名を名乗ったこともある。
ダン・JD
声 - 下野紘、世戸さおり（幼年期）
主人公。初登場時は14歳。「ダンクマスク」の悪名で知られる少年。かなり背が低い。態度は生意気ですぐ熱くなる性格。当初、妹のココから事故で足の自由を奪ったビッグフットを嫌っており、鈍重で退屈でビッグフットバスケを、自分と妹が愛したバスケを冒涜するものであると考えていた。再会した幼馴染のミユキから借り受けたダンガン号を駆って公式試合に乱入し、破壊行為を尽くした咎を受けて1年間を刑務所で過ごすが、この試合で見せた彼のプレイスタイルはローリングタウンの人々を熱狂させ、世界中で模倣されるものとなる。
頭を使うことが苦手な一方、彼なりに悩みを抱えて立ち止まることも多くプレイにはムラが多いが、ひとたび迷いを振り切れば掟破りのプレイスタイルで観客を魅了し、多くの登場人物を牽引していくカリスマ性を発揮する。当初は妹の足を治療するための手段として、バスカッシュ選手として大成し月へ行くことを望んでいたが、彼自身もまたバスカッシュに喜びを見出しており、目標を叶えるのに十分な大金を積まれてもそれを蹴り、自分のやり方を貫くことを選んでいる。次第にバスカッシュを通じて誰とでも仲良くなれるという「才能」を発揮していくようになり、特にエクリップスチームのルージュとはライバル関係を通して反目しつつも親交を深め、彼女が抱える事情を知ることとなり、彼女を追うためにも改めて月を目指すことを誓う。伝説リーグ終盤ではスラッシュを一蹴。破滅が迫る中、宿命のライバルであるアイスマンとバスカッシュを繰り広げた。
スパンキー
声 - 遠藤綾
ダンのペットアクセ。ダンのヘッドギアやマスクに変身する能力を持つ。たいへんに凶暴で憎まれ口を好む。
本作において当初の監督を務めた板垣伸による「男の子はとにかく凶暴なペットが好き」であるというこだわりから、小動物を丸呑みにしてしまうといった凶悪さが強調されている。

セラ・D・ミランダ
声 - 伊藤静
ダンのチームメイト。「プラチナの疾風」の異名を持つ気の強い美少女。かつてダンが乱入したビッグフットバスケの試合を観客席で目の当たりにし、そのプレイに魅せられた一人。強い異性と添い遂げて遺伝子を残す、という独自の恋愛観を公言しており、自分を打ちのめすほどの強敵（の異性）との勝負には快感を得る。ダンと再会した際にはダンを上回る技術で彼を圧倒し、一度はダンに失望するが、アイスマンとの勝負を経て彼らと行動を共にすることになる。
不幸な死を遂げた母親のことで父親を恨んでおり、旅の途中で故郷に立ち寄った際にはバスカッシュを通じて父を見返すことを望むが、父は彼女の試合を見届けた直後に暗殺され、結局わだかまりを解消できないまま死別することとなった。
ナヴィがチームメイトに加わってからは、次第に彼を意識するようになる。
クローリー
声 - 小林ゆう
セラのペットアクセ。グローブに変形する。

アイスマン・ホッティ
声 - 中村悠一
ダンのチームメイト。「燃える氷結地獄」の異名を持つクールな青年。元ビッグフットバスケのプロ選手で、かつてダンが乱入した試合に居合わせた際には彼のシュートを阻止している。普段は礼儀正しいが、過去の出来事を機に試合になると自分を見失って凶悪なラフプレイを多用するようになり、それゆえに鼻つまみ者の扱いを受けていた。当初はダンをバスケを冒涜する存在と見なしていたが、ダンやセラとの試合を通して彼らと行動を共にするようになり、当初は誰にも止められなかった剛速球のパスをダンに受け止めてもらえた出来事などを経て、仲間の絆を育んでいく。
左手足は機械の義肢となっており、それは彼と「伝説」に関わるある出来事が起因している。伝説リーグにて「蒼き雷の球」というダンとは色違いの伝説に目覚める。最終決戦では敵として立ちはだかり、破滅が来る中、ダンと決着をつけるべくバスカッシュを繰り広げた。
レフティ / ライティ
アイスマンのペットアクセ。双子であり、眼鏡に変形する。

ミユキ・アユカワ
声 - 浅野真澄
ダンの幼馴染の少女であり、チームのメカニック。ダンとは幼い頃に相思相愛の仲を確かめ合った間柄だった。長い間離れていた故郷でダンと再会し、祖父と共に手がけたビッグフット・ダンガン号をダンに託す。その後もメカニックとしてチームの運営に携わる。子供の頃はスタイルが悪かったが、現在はグラマラスな体である。
ダンのことは何でも知り尽くしているという自負を持つ反面、急速に関係を深めていくダンとルージュの間柄や、ダンに無邪気な好意を寄せるアラン（フローラ）に苛立ちを見せることもある。
旅を重ねるごとにメカニックとして成長し、伝説リーグ開始前には父の亡くなったエリア・ゼロを訪れ、チームのビッグフットの最終強化を一人でやり遂げた。
ダンを眠りから目覚めさせたのも彼女である。
フローラ・スカイブルーム（アラン・ネイスミス）
声- 釘宮理恵
ダンのチームの補欠選手。その正体はスカイブルーム王国という国の姫なのだが、バスカッシュの試合に居合わせダンのプレイを目の当たりにしたことでバスカッシュに魅せられ、国を抜け出し性別を偽り、アランという偽名を名乗っている。ココに師事してバスケの技術を習得し、ローリングタウンを追い出されたダンの一行を追ってチームに合流した。
なかなか実力を認めてもらえず補欠扱いに甘んじているが、他人には聞こえないものが聞こえるなど、不思議な能力を持つ。実はエクリップスの熱狂的なファンでもあり、そのことがチームを救ったこともある。アンダーグラウンド篇において、女性であることはセラやミユキの知るところとなり、水商売で資金を稼ぐなどしてでチームに貢献した。
伝説リーグではダンには絶対にできない「チームの勝利のために身を引く」ことをし、ルージュと交代、思いを託した。
爺や
声 - 間宮康弘
フローラ（アラン）の執事でもあるペットアクセ。リボンに変形する。城を抜け出したフローラを追ってきた。普段は帽子の中に隠れており仲間には存在を隠している。ホシワタリたちと友好がある。

ナヴィガ・ステルテ
声 - 近藤孝行
ビッグフットに匹敵する体格を持つ巨人族の男性。月からアースダッシュへと連れてこられた一族における最後の末裔として、地下都市アンダーグラウンドで採掘の生業に従事しつつ一族の墓の墓守をしていたが、バスカッシュの腕前を認めたダンによって諭され地上に出る決意をし、アンダーグラウンド篇からチームの選手として加わる。ダンが付けた愛称はナヴィ。
ガンツ・ボガード
声 - 津田健次郎
ダンの悪友。交渉が得意で、ダンがバスカッシュを始めてからは、チームの運営にも協力する。
ベル・リンドン
声 - 小林由美子
ダンの悪友。いつも何か物を食べており太っている。地理に通じ参謀として活躍し、ダンがバスカッシュを始めてからはチームの運営にも協力する。ロード！ロード！篇の最後でチームが起こした騒動によってガンツと共に逮捕され、刑務所で劇的なダイエットを遂げたが、その後すぐにリバウンドした。月とアースダッシュの滅びが回避された後は、崩壊からの復興に際し夢であった建築家となり、その激務によりまたしても痩せた。
ソーイチ・アユカワ
声 - 広瀬正志
ミユキの祖父。ミユキと共にダンの乗るビッグフット・ダンガン号を手がけた、凄腕で頑固者の整備士。「テクノロジーは共有されてこそ栄えるという持論を持ち、その革新的な設計技術も、ビッグフットバスケの試合をぶち壊しにしたダンの伝説と共に世に広がり共有されるものとなる。その後もメカニックとしてチームの運営に携わる。
過去に何らかの計画に関わっていたらしいが、ソーイチ自身はその過去を「取り返しのつかない間違い」であると形容しており、同じ計画に携わっていたヤンやサウザントらとは距離を置いている。
はるか・グレイシア
声 - 大原さやか
ビッグフットが装着する靴を手がけるシューズデザイナーの女性。グリップ力などに優れたシューズをダンのチームに提供しており、また対外交渉などチームのプロデュースも担っている。月の出身で、低重力の環境で育った証である豊かな胸の持ち主。足に関しては一家言あり、他人の足の様子や足音から、その健康状態のみならず人柄や心理状態を看破するなど、足に対して独特のフェティシズムを持つ。

### エクリップス
世界的な人気を誇る、三人組の女性アイドルユニット。本作の主題歌「nO limiT」「二人の約束」も彼女らが歌う劇中歌という設定で、OPやEDにも歌い踊る姿が登場する（#楽曲も参照）。ロード！ロード！篇ではバスカッシュのチームとして参戦し、ダンスを交えたトリッキーな動きでバスケでも高い実力を見せ付けるが、その実は勝ち続けることを宿命付けられた存在であり、ドーピングなどの人間強化を行っていた。本編の終盤で解散。
スピンオフ作品『バスカッシュ! エクリップスステージ』では主人公として活躍する。
ルージュ
声 - 戸松遥
エクリップスのメンバーの年長者である勝気な娘。16歳。身長156cm。ダンからは「アイドルレッド」という渾名をつけられている。当初はチームバスカッシュを利用する目的でダンに近づき、アイドルとしての立場を利用してスキャンダルを捏造するが、試合を通して彼の人柄に触れ、よきライバル関係を経てダンへの好意を募らせていく。一方で不正な人間強化を行っていることに後ろめたさを感じるようになり、ダンとの真剣勝負に際して必要な薬品を摂取することを拒んだため、体調不良を起こして倒れてしまう。その後月に送還されるが、ある手段を使ったダンからのメッセージを受け取り再戦を心に誓う。
伝説再現のための強化処置を受ける過程でダンに関する記憶を失うが、解散コンサートに乱入したチームバスカッシュとの試合を通してダンに対する想いと記憶を取り戻す。その後、アラン（フローラ）に代わってチームバスカッシュとしてスラッシュのチームと試合をする。
解散後、バスケのプレーに専念するようになった。
ヴィオレット
声 - 早見沙織
エクリップスのメンバーである眼鏡っ娘。20歳。身長170cm。『バスカッシュ！　エクリップスステージ』の時点では内気な性格で、他の二人の事を呼称付けで呼んでいた。
解散後、保育士になった。
シトロン
声 - 中島愛
エクリップスのリーダーである、幼い外見の小柄な少女。（エクリップス・ステージにおいて成長した過去の写真が確認できる。憶測でしかないが人体強化の反動で若返ったと思われる。）12歳。身長145cm。ルージュとダンの関係を知り、二人を応援する。チームバスカッシュとの初試合の時にアイスマンのプレーを見て彼に惚れてしまい、彼のことを「アイスマン様」と呼んでいる。
解散後もソロで歌手活動を続けている。

### その他の登場人物
ココ・JD
声 - 花澤香菜
ダンの妹。幼少時に既にダン以上の実力と才能を併せ持っていたが、ビッグフットが関係するヤンによって仕込まれた事故で負った怪我で、車椅子での生活を余儀なくされる。かつては事故をダンの責任として恨みをぶつけたこともあり、現在もダンに対しては冷淡に振舞っているが、それは事故のことが負い目となっているダンの好意を、重荷であると感じているためである。陰では匿名の記者としてダンの活躍を追い、その様子をニュースとして世界に発信するなどして彼を応援している。また、ダンのプレイに魅せられバスカッシュの選手となることを望んでいたアラン（フローラ）の師となり、バスケの基礎技術を教えた。
ビッグフットに乗れば身体のハンデを克服し、バスケプレイヤーとして活躍できる可能性も作中で示されるが、現在の彼女の興味はダンが成し遂げることを記者として見届けることに移っている。後にスラッシュと共に月に行き月にてダンの記事を執筆している。
ジェームス・ローン
声 - 浜田賢二
元バスケットボールの伝説的なプレイヤーで、月のスポーツ界において権威となっている人物。歪みのない球体に対する独自のフェティシズムを持っており、常にシャボン玉を煙草のように吹かしている。はるかとは旧知の間柄。
バスカッシュに独自のルールを当てはめた「オープンシティバスケ」なるスポーツを考案し、規則で縛って管理することを目論むが、型破りなダンの一行に阻まれる。その後も何らかの目的のために陰に日向に活動を続けている。
スラッシュ・キーンズ
声 - 皆川純子 / 小西克幸（青年期）
月では知らない人はいないと言われる天才バスケットプレイヤーで、通称「銀河を駆けるドリブラー」「月の貴公子」。並外れた身体能力を持ち、バスケやビッグフットの操縦に関して高い能力を見せ付ける。普段はジェームスに付き従っているが、謎の単独行動を取る事もある。
実は、ダンとココにバスケを教え、その後足を奪われたココに記者としての道を授けた人物である。回想シーンではジェームスのようにシャボンを吹かし、現在よりも大人びた青年の姿で登場しているが、本人曰く若返ったとのこと。
その正体はスカイブルーム国王・レガリアの兄で、月の王・アセンド。最終試合ではアイスマン、ファルコンと共にチームバスカッシュに挑み、ダンがシュートを決めた直後、レジェンドバレットの軌道を変えるために力を使い果たし、幼児化した。
また、『バスカッシュ! エクリップスステージ』にも登場。
アウローラ・スカイブルーム
声 - 藤村歩
フローラ（アラン）の姉。フローラが城を抜け出す手引きをした。
純粋に彼女の成長を祈っての行動であるが、父であるスカイブルーム国王の、あまりにも石に対する執着を案じ、この国の在り方をフローラに旅を通じて導き出してほしかったからでもある。
婆や
声 - 小林美奈
アウローラのペットアクセで、爺やの妻。

ファルコン・ライトウィング
声 - 谷山紀章
BFBチーム「キングオブキングス」のエースだったが、OCBに転向した元プロプレイヤー。アイスマンとは過去に因縁がある。
ヤン・ハリス
声 - 野島裕史
表向きはエクリップスのマネージャーである男性だが、陰で進めている計画を指揮する立場にある。
その計画とは、バスカッシュによりアルティニウム鉱石を活性化させ、レジェンドバレットを生成し、ムーンキャノンで発射、月を爆発させ、アースダッシュを救うという新しい伝説だった。
目的のために勝利に執着し、エクリップスのメンバーに手を挙げることも辞さない。アンダーグラウンドの支配人でもあり、プライスにダンを抹殺する依頼を出している。自分自身が伝説になる為に汚い事をあれこれと画策して、ルージュの人体改造まで行わせた。ソーイチとはムーニーズに居た時に先輩と後輩の関係。最終的に自分の計画を失敗して終わる。この後、行方不明。
『バスカッシュ! エクリップスステージ』ではかなりゆるいキャラとして書かれており、業界用語を多用する。
サウザント
声 - 大浦冬華
アンダーグラウンド篇でミユキが出合った技術者の女性。左眼は義眼になっている。ソーイチとは過去に同じ研究に携わっていたらしい。
プライス
声 - 藤原啓治
地下都市アンダーグラウンドの殺し屋。ダンが出会った際には牢に閉じ込められていたが、それはその凶暴さ故。過去にアイスマンの左手足を奪った因縁の相手だが、アンダーグラウンドを再訪したアイスマンと再戦した際には圧倒され倒された。

## メカニック
作中に登場する、人間が搭乗して操作する人型ロボットは「ビッグフット」と総称されている。公式サイトによれば、自動車から発展し作業機械の技術を取り込んで発展した機械であるとされ、デザインにも自動車の意匠が取り入れられている。
ダンガン号
ダンのビッグフット。ダンが起こした伝説的な乱入事件に使用され、その後の競技用ビッグフットの設計に大きな影響を与えた。その後もコントローラーをバスケットボール風に改装したり、はるかの手がけた専用シューズが装着されるようになるなど、後に他の機体にも模倣されていく先進的な改良が加えられ、ダンの専用機として活躍する。
グラマラス・ビー
セラのビッグフット。
ブルーイグナス
アイスマンのビッグフット。
ゼファーSBS
ロード！ロード！篇からアラン（フローラ）が搭乗するビッグフット。スカイブルーム王国製の特注品で、公式サイトによればSBSとは「Sky Bloom Special」の略であるのだという。
エクリップス専用機
外装は搭乗者のイメージを反映してカスタマイズされており、公式サイトの解説によればリズミカルなプレイスタイルを重視した設計になっているのだという。
ファルコン専用機
飛行能力を持つ機体で、空中戦を得意とする。

## 用語
ビッグフットバスケ（BFB）
競技用のビッグフットを使用したバスケットボール。後述のバスカッシュやOCBを含むビッグフットを使用したバスケットボールの総称として使われることもあるが、それらと区別する場合は、ダンが乱入事件を起こす以前に主流であった、従来のルールのものを指す。作中では詳しい試合の様子はあまり描かれないが、公式サイトでの解説によれば従来の5on5のバスケットボールのルールに準じたルールで、同じ機体を使用し、競技場を使って行うものと定義されている。演出やエフェクトを織り交ぜて迫力を出すことにより、街頭テレビでの放送では人々の熱狂を集めていたが、実際にはドリブルすら満足に行うことができない鈍重な機体を使用していた。
バスカッシュ
本作の主人公であるダンが起こした伝説的な乱入事件を発祥とする、ビッグフットバスケから発展したストリートスタイルバスケの俗称。基本的には3on3で戦い、従来のビッグフットバスケに使用される機体よりも機敏で高性能なカスタマイズ機を使用し、市街地全体を縦横無尽に駆け回りつつ、緩い縛りのルールの元でプレイを行う。スポーツとして発祥してからこの名が定着するまでの間は単にストリートバスケ、ストリートスタイルといった名で呼ばれていた。バスカッシュという通称もダンが発した言葉から広まったもので、ダンが最初にその言葉を口にした際には「馬鹿野郎」＋「スカした（＝格好つけた）プレイは許さない」という罵倒や叱責の意味で発された言葉であったが、その後に用法が広がり、競技そのものを指す俗称として使われている。
バスカッシュをプレイする者は尊敬と栄誉を称えて「バスカッシャー」と呼ばれる。
また、元の意味とは異なる文脈で副詞として使われることもある。
オープンシティバスケ（OCB）
バスカッシュのようなストリートスタイルのビッグフットバスケに対し、ジェームスが命名した公式な呼び名。当初はバスカッシュを模倣しつつもコートの範囲を明確に定め、ラフプレーを厳しく取り締まるなど、独自のルールを当てはめようとしていたが、結局その方針は受け入れられなかった。その後もダンを月に呼び寄せるための名目として大会が運営されており、その内容はバスカッシュに大きく歩み寄ったものとなっているが、ジェームスらはあくまでこの名称で呼ぶことにこだわっている。
ペットアクセ
人語を解し、その姿をヘッドギアやグローブといったアクセサリーに変形させる能力を持った生き物。公式サイトの解説によれば、彼らは謎に包まれた生態系を持つこの世界特有の生物で、うまく飼い慣らして身に着けることは「クール」なのだと説明されている。
アースダッシュ
物語の舞台となる惑星の名。
ムーニーズ
月面にある都市の名前。治安も経済力もアースダッシュより上回り、人々にとっては憧れの地。また、ここで流される番組はアースダッシュでも放送されている。
伝説
本作の世界観の根幹となっている創造神話に関わる物語、及びその体現を招く者を表した語。同時にその神話に登場している、宇宙を創生した神々の高みにより近づいた「救世主」の事を示す。先述の理由からアースダッシュと月において重要な意味を持ち、それにより生じる権力闘争や覇権争いにも関係している。
現在は主人公ダン・JDこそがそれである可能性が示唆されているほか、伝説とはなれなかった者、届かなかった者としてジェームス・ローン、アイスマン・ホッティ、ココ・JDが判明している。この内ココは、その才能を危険視したヤンの策略によって、実力が開花する前に選手生命を絶たれている。

## スタッフ
- 原作 - 河森正治、ロマン・トマ、サテライト[15]
- プロジェクト・ディレクター - 河森正治
- 監督 - 板垣伸[15]（ - 第9話）→佐藤英一[15]（第10話 - 。第7-9話はスーパーバイザー）[13]
- シリーズ構成 - 佐藤竜雄[15]
- キャラクターデザイン - 吉松孝博、SUEZEN、そえたかずひろ[15]
- メカ・コンセプトデザイン・美術監督 - ロマン・トマ
- CGIディレクター - 原田丈
- 色彩設計 - 久保木裕一
- 撮影監督 - 中西康祐
- 編集 - 衛藤太志
- 音楽 - Audio Highs、吉川慶
- 音楽プロデューサー - 高畑裕一郎
- 音響監督 - 明田川仁
- シューズデザイン協力 - NIKE
- エグゼクティブプロデューサー - 兼坂勝利、福場一義、東山敦、安田猛、竹田青滋
- プロデューサー - 島村和明、高畑裕一郎、横山真二郎、丸山博雄
- アニメーション制作 - サテライト[15]
- 制作 - バスカッシュ!製作委員会（サテライト・ポニーキャニオン・電通・角川書店・メディアファクトリー）、毎日放送

## 楽曲

### オープニングテーマ
「nO limiT」（第2話 - 第13話、19話挿入歌）
作詞 - KK、藤末樹 / 作曲 - 藤末樹 / 編曲 - 草野よしひろ / 歌 - エクリップス（戸松遥、中島愛、早見沙織）
11話はヴィオレット（早見沙織）、12話Aパートはシトロン（中島愛）、13話はルージュ（戸松遥）のソロバージョンを使用。
「僕が僕のまま」（第14話 - 第26話）
作詞 - MARU / 作曲 - 深 / 編曲 - 深／THE SPIN / 歌 - THE SPIN

### エンディングテーマ
「free」（第1話 - 第12話、第19話挿入歌）
作詞・作曲・編曲 - STY / 歌 - 山田優
「番組メインテーマ」という位置づけ。
「二人の約束」（第14話 - 第23話、第25話 - 第26話）
作詞 - 瀬名恵 / 作曲 - 藤末樹、YUMIKO / 編曲 - 草野よしひろ / 歌 - エクリップス

### 挿入歌
「moon passport」（第1・2・9・16話）
作詞 - Funta7、KK / 作曲 - Funta3 / 編曲 - Funta7 / 歌 - エクリップス（戸松遥、中島愛、早見沙織）
「UNDERGROUND」（第8・13・18話）
作詞 - 下町兄弟 / 作曲 - 長谷部徹 / 編曲 - EQ / RAP - 下町兄弟 / 歌 - Ko-saku
「Running on」（第9・13・21話）
作詞 - 三浦誠司 / 作曲 - 藤末樹 / 編曲 - 奥本亮 / 歌 - エクリップス（早見沙織・中島愛・戸松遥）
「ホシワタリ」（第24・25話）
作詞 - 瀬名恵 / 作曲 - 藤末樹、YUMIKO / 編曲 - コーニッシュ / 歌 - Citron starring 中島愛
「After The Heart Rain」（第26話）
作詞 - 三浦誠司 / 作曲 - 津波幸平 / 編曲 - 藤澤健至 / 歌 - Citron starring 中島愛

## 各話リスト
| 話数 | サブタイトル                        | 脚本             | 絵コンテ                            | 演出                        | 作画監督                                           |
| ---- | ----------------------------------- | ---------------- | ----------------------------------- | --------------------------- | -------------------------------------------------- |
| 1    | アイ・アム・レジェンド              | 佐藤竜雄         | 板垣伸                              | 三浦和也                    | 渡辺敦子                                           |
| 2    | レジェンド・イズ・デッド            | 佐藤竜雄         | 板垣伸                              | 政木伸一                    | 向山祐治                                           |
| 3    | デストロイ・デストロイ              | 佐藤竜雄         | 板垣伸                              | 平井義通                    | 田中春香                                           |
| 4    | スリーウエイ・フリーファイト        | 佐藤竜雄         | 板垣伸                              | 古川政美、橋本裕之 平井義通 | 藤田正幸、平田雄三 丸藤広貴、草刈大介 太田雅彦     |
| 5    | バスカッシュ!                       | 佐藤竜雄         | 板垣伸                              | 北川正人                    | 山本径子、Lee Saienn                               |
| 6    | セイント・ハズ・カム                | 佐藤竜雄         | 今掛勇                              | 山田徹                      | 向山祐治                                           |
| 7    | ウイズイン・アウトオブ              | 佐藤竜雄         | 板垣伸                              | 高橋正典                    | 長坂寛治、草刈大介                                 |
| 8    | パス・オブ・トゥルース              | 江夏由結         | 政木伸一                            | 政木伸一                    | 仲田美歩                                           |
| 9    | アイドル・アタック!                 | 柿原優子         | 板垣伸                              | 平井義通 高橋正典           | 平田雄三、Shin hyung Woo 草刈大介                  |
| 10   | ノンストップ・ジャンプストップ      | 柿原優子         | 今掛勇                              | 太田雅彦                    | 藤田正幸                                           |
| 11   | イン・ザ・ナイト・ビフォア          | 江夏由結         | 板垣伸                              | 北川正人                    | Lee Jae Won                                        |
| 12A  | リーグ・リーグ・リーグ!             | SUEZEN           | SUEZEN                              | SUEZEN                      | SUEZEN                                             |
| 12B  | セカンダリー・ブレイク              | 佐藤竜雄         | 橋本裕之                            | 橋本裕之                    | 田中春香                                           |
| 13   | シーユー・オン・ザ・ムーン          | 柿原優子         | 大川原保豪 板垣伸                   | 山田徹                      | 向山祐治、藤田正幸 和田伸一、仲田美歩 佐久間健     |
| 14   | スプラッシュ・ダッシュ・クラッシュ! | 江夏由結         | 今掛勇                              | 原博                        | 長坂寛治、Shin hyung Woo                           |
| 15   | ラン・アンド・キャノン              | 佐藤竜雄         | 政木伸一                            | 政木伸一                    | 仲田美歩、向山祐治 Kim Yi Sung                     |
| 16   | アンダーグラウンド                  | 佐藤竜雄         | 楠本巨樹                            | 北川正人                    | 桜井司、Lee Jae Won                                |
| 17   | ジャイアント・ステップ              | 森田繁           | 三浦和也                            | 橋本裕之 山田徹             | 藤田正幸                                           |
| 18   | メモリー・オブ・ユー                | 森田繁           | 大橋誉志光                          | 太田雅彦                    | 志賀道憲、Shin Hyung Woo                           |
| 19A  | ターン・オーバー                    | 佐藤竜雄         | 高橋正典                            | 高橋正典                    | 青鉢芳信                                           |
| 19B  | ココ・レポート                      | 佐藤竜雄         | 高橋正典                            | 高橋正典                    | 青鉢芳信                                           |
| 20   | フィットイン・ブレーク              | 森田繁           | 三浦和也                            | 山田徹                      | 向山祐治、Seo Jung Duk                             |
| 21   | トータル・エクリプス                | 筆安一幸         | 今掛勇 原田マリ                     | 政木伸一                    | 仲田美歩、Kim Yi Sung                              |
| 22   | クラッチショット                    | 柿原優子         | 三浦和也                            | 浅利藤彰                    | 屋幸秀、杉本研太郎                                 |
| 23   | コーズ・スラッシュ・セッド・ソウ    | ふでやすかずゆき | 平井義通 楠本巨樹                   | 山崎茂                      | 酒井智史、才木康寛 都竹隆治                        |
| 24   | フー・アー・ユー?                   | 佐藤竜雄         | 今掛勇                              | 山田徹                      | 藤田正幸、Seo Jung Dnk                             |
| 25   | アバヴ・ザ・リム                    | 佐藤竜雄         | 三浦和也                            | 三浦和也                    | 志賀道憲、桜井司                                   |
| 26   | フリー                              | 佐藤竜雄         | 楠本巨樹、原博 大川原保豪、佐藤英一 | 原博 大川原保豪             | Shin Hyung Woo、長坂寛治 向山祐治、仲田美歩 桜井司 |

## 放送局
| 放送日                                         | 放送時間                     | 放送局   | 対象地域   | 備考 |
| ---------------------------------------------- | ---------------------------- | -------- | ---------- | ---- |
| 2009年3月27日                                  | 金曜 1:55 - 2:25（木曜深夜） | 毎日放送 | 近畿広域圏 |      |
| 2009年3月28日                                  | 土曜 2:25 - 2:55（金曜深夜） | 東京放送 | 関東広域圏 |      |
| 主要スタッフ・声優陣出演。ナレーションは遠藤綾 |                              |          |            |      |

| 放送期間                | 放送時間                     | 放送局                       | 対象地域       | 備考                                |
| ----------------------- | ---------------------------- | ---------------------------- | -------------- | ----------------------------------- |
| 2009年4月3日 - 10月2日  | 金曜 1:25 - 1:55（木曜深夜） | 毎日放送                     | 近畿広域圏     | 製作局 / 初回は25時30分からの放送。 |
|                         | 金曜 2:30 - 3:00（木曜深夜） | RKB毎日放送                  | 福岡県         |                                     |
| 2009年4月4日 - 10月3日  | 土曜 1:55 - 2:25（金曜深夜） | 東北放送                     | 宮城県         |                                     |
|                         |                              | TBSテレビ                    | 関東広域圏     | 初回は26時00分からの放送。          |
| 2009年4月5日 - 10月4日  | 日曜 2:43 - 3:13（土曜深夜） | 中国放送                     | 広島県         |                                     |
| 2009年4月6日 - 10月12日 | 月曜 1:50 - 2:20（日曜深夜） | 熊本放送                     | 熊本県         |                                     |
| 2009年4月7日 - 10月6日  | 火曜 0:59 - 1:29（月曜深夜） | 静岡放送                     | 静岡県         |                                     |
|                         | 火曜 2:24 - 2:54（月曜深夜） | 山陽放送                     | 岡山県・香川県 |                                     |
| 2009年4月9日 - 10月8日  | 木曜 2:26 - 2:56（水曜深夜） | 北海道放送                   | 北海道         |                                     |
| 2009年4月23日 - 10月8日 | 木曜 2:30 - 3:00（水曜深夜） | 中部日本放送（現 CBCテレビ） | 中京広域圏     |                                     |
| 2010年4月8日 - 9月30日  | 木曜 0:00 - 0:30（水曜深夜） | キッズステーション           | 日本全域       | CS放送 / リピート放送あり           |

| 配信開始日    | 配信時間  | 配信サイト         |
| ------------- | --------- | ------------------ |
| 2009年5月15日 | 金曜 更新 | バンダイチャンネル |

## 漫画

### 漫画版
月刊少年エース（角川書店）において、2009年3月号から11月号まで林哲也によるコミック版が連載された。単行本はカドカワコミックス・エースから全2巻が刊行されている。
1. 2009年5月26日発売[20]、ISBN 978-4-04-715249-6。
2. 2009年10月26日発売[21]、ISBN 978-4-04-715338-7。

### バスカッシュ! エクリップスステージ
月刊コンプエース（角川書店）において、2009年6月号から11月号まで連載されたスピンオフ作品。ストーリー構成は財津A司、作画は影九。アニメ本編に登場する以前の、下積み時代からのエクリップスを描。単行本はカドカワコミックス・エースから全1巻が刊行されている。
- 『バスカッシュ! エクリップスステージ』 2009年10月26日発売[22]、ISBN 978-4-04-715313-4。

## 小説
小太刀右京によるノベライズ作品。イラストは林哲也。角川スニーカー文庫（角川書店）から全2巻が刊行された。
- 1巻『レジェンド・イズ・デッド』、2009年7月1日発売[5]、ISBN 978-4-04-473805-1。
- 2巻『ノー・リミット』、2009年11月1日発売[6]、ISBN 978-4-04-473806-8。